# Gellin
Gellin település Franciaországban, Doubs megyében. Lakosainak száma 264 fő (2022. január 1.). Gellin Brey-et-Maison-du-Bois, Remoray-Boujeons, Sarrageois és Les Villedieu községekkel határos.

## Népesség
A település népességének változása:
| Lakosok száma | 113  | 74   | 93   | 160  | 228  | 238  | 242  | 250  | 254  | 264  |
|               | 1968 | 1982 | 1990 | 2006 | 2013 | 2015 | 2017 | 2019 | 2020 | 2022 |